# 禎子 (小惑星)
禎子（さだこ、7616 Sadako）は、小惑星帯に位置する小惑星。
1996年11月、群馬県大泉町のアマチュア天文家、小林隆男が発見した。

## 名称
広島原爆の被爆者、佐々木禎子（ささき・さだこ、1943年 - 1955年）に因み、2003年6月の小惑星回報で命名が公表された。佐々木禎子は白血病に苦しみながら千羽鶴を折ったことで知られる少女で、広島平和記念公園の原爆の子の像のモデルとなった。

## 註
1. ↑  MPC 49097（2003年6月14日）